# Battaglia di Acri (1840)
La battaglia di Acri (nota anche come quarta battaglia di Acri) si svolse il 3 novembre 1840. La Crisi Orientale del 1840 fu un episodio della guerra egizio-ottomana nel Mediterraneo orientale, scatenata dalle mire dell'autoproclamato Khedive d'Egitto e del Sudan Muḥammad ʿAli Pascià di stabilire un impero personale nella provincia ottomana d'Egitto.
Mehmet Ali aveva rifiutato le condizioni che la Quadruplice Alleanza aveva cercato di imporre. Il 3 novembre Acri fu bombardata da una flotta combinata britannica, austriaca e ottomana guidata dall'ammiraglio Sir Robert Stopford. La città fu in gran parte distrutta, gli egiziani si ritirarono e vennero a patti.

## Galleria d'immagini

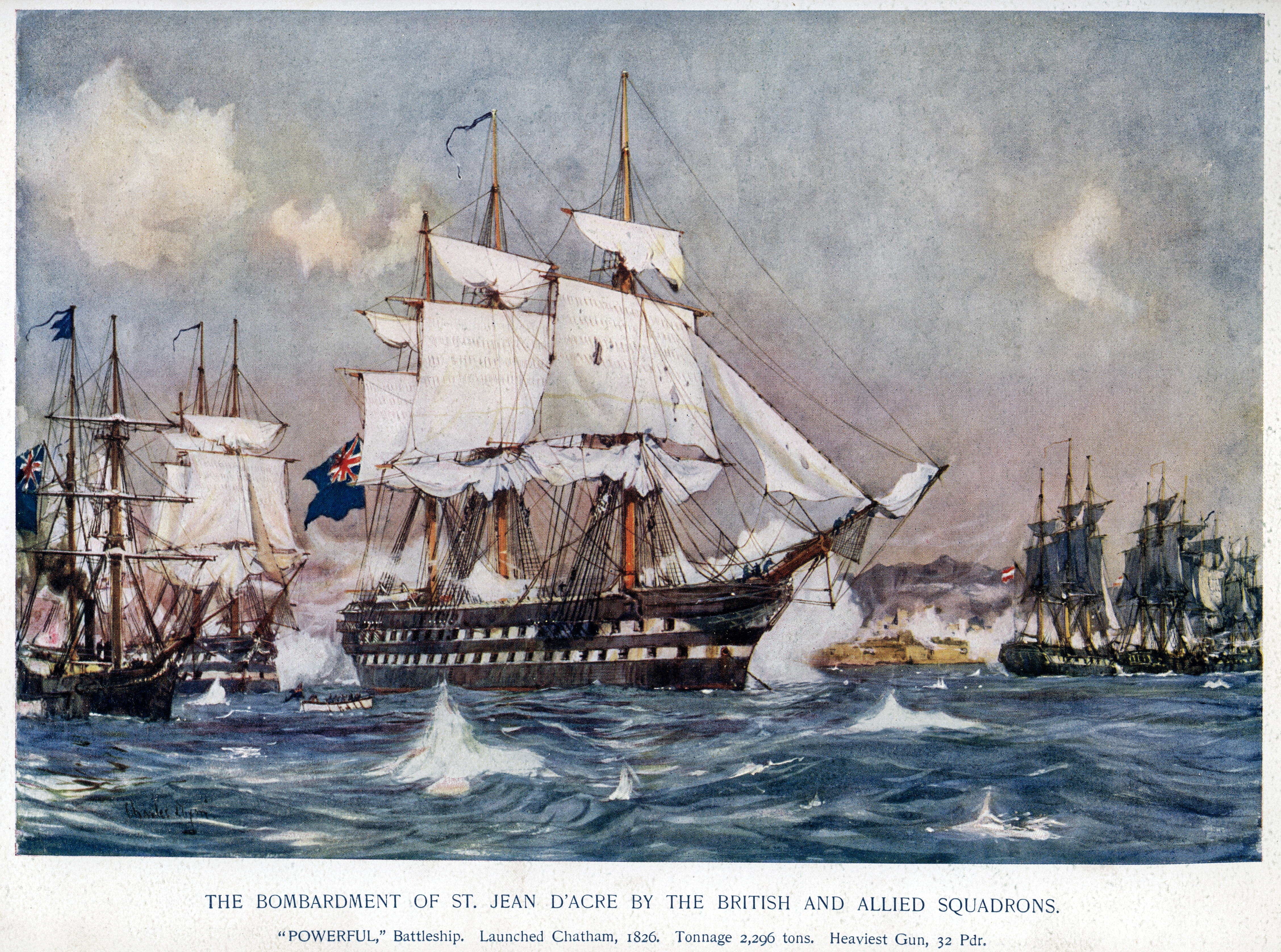
HMS Powerful nella Battaglia di San Giovanni d'Acri
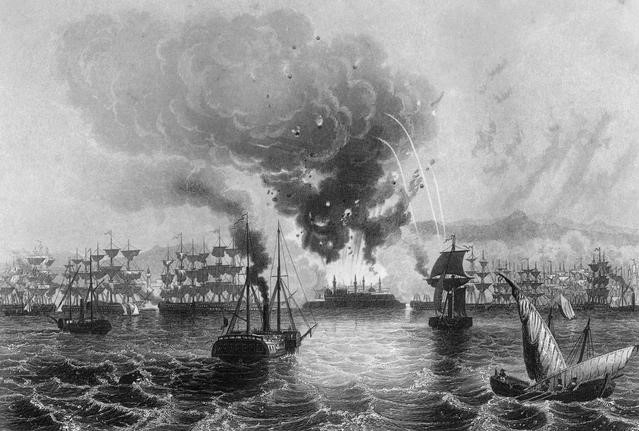
Il bombardamento di San Giovanni d'Acri, dell'Ammiraglio Charles Napier, 3 novembre 1840
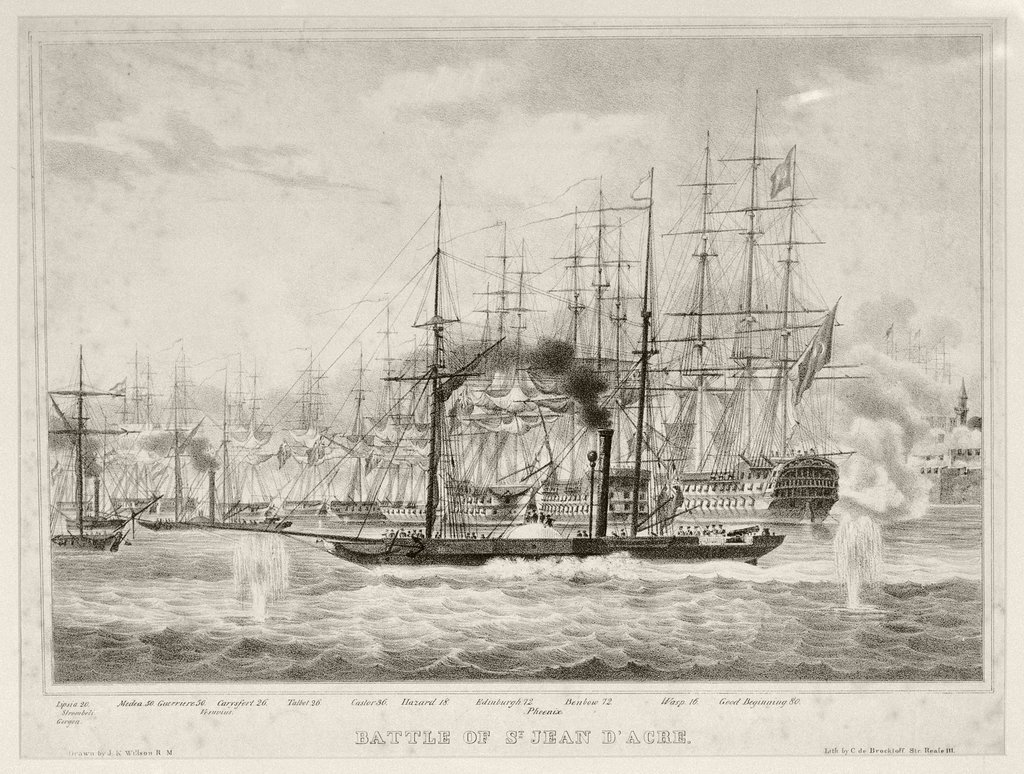
Un'altra scena della battaglia
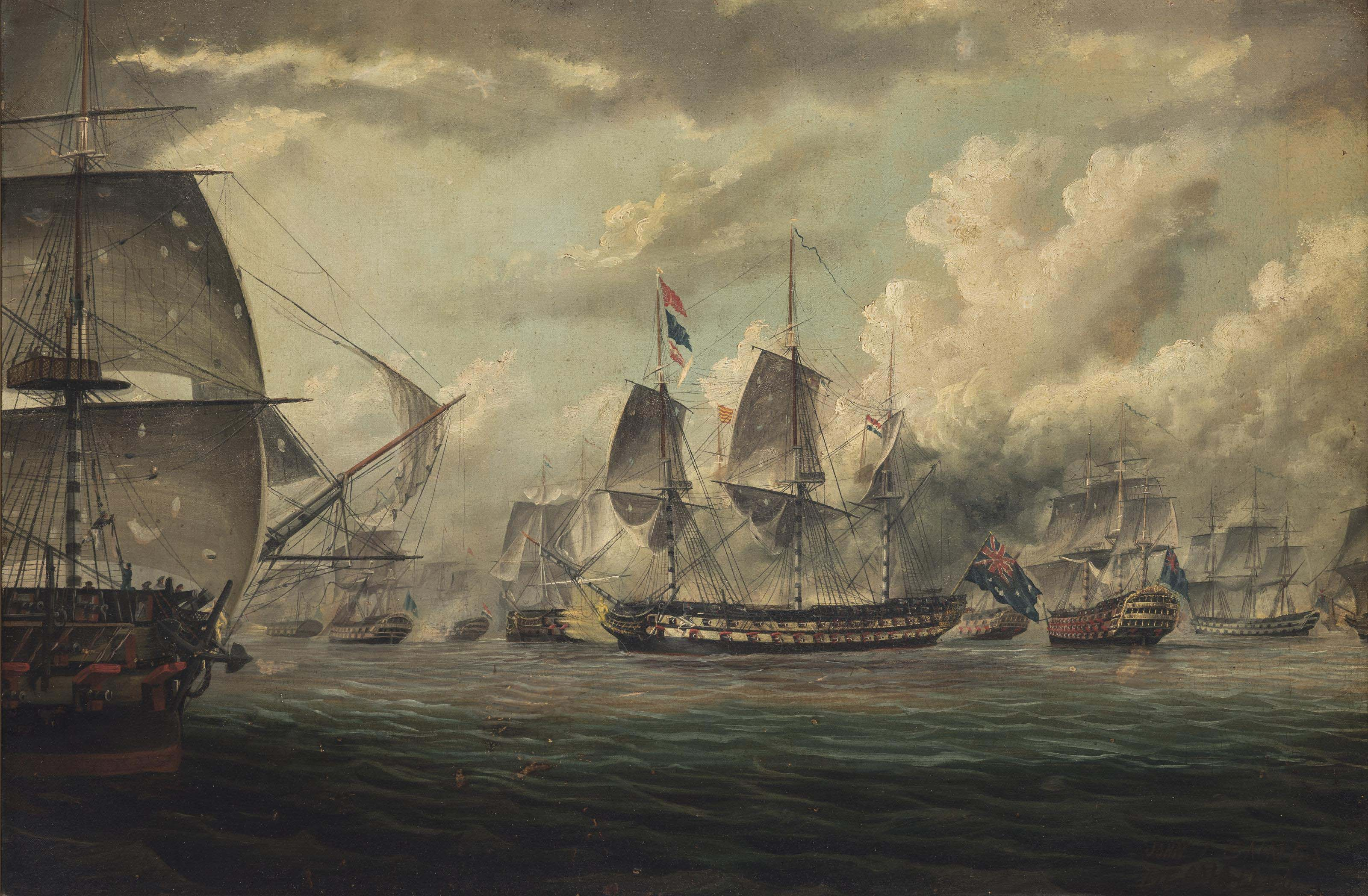
HMS Bellerophon che guida il bombardamento della fortezza siriana di San Giovanni d'Acri. Thomas Baines
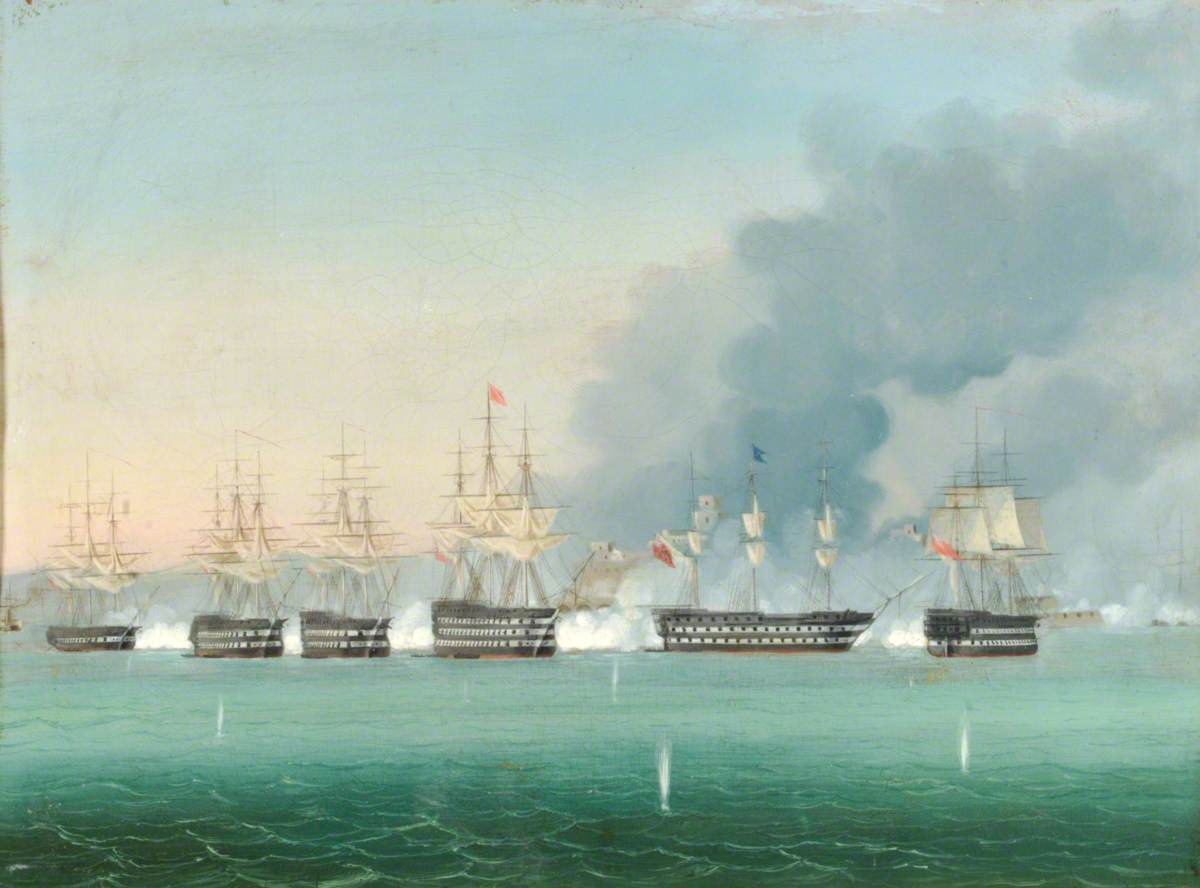
Il bombardamento di Acri, 3 novembre 1840